# David Livingstone
David Livingstone, škotski zdravnik, misijonar in raziskovalec, * 19. marec 1813, Blantyre pri Glasgowu, † 1. maj 1873, Chitambo, jezero Bangweulu.
Livingstone je kot kongregacionalistični misijonar pri Londonski misijonarski družbi raziskoval povirje Nila in si utrdil sloves kot eden najbolj priljubljenih britanskih herojev viktorijanske dobe poznega 19. stoletja. Poročen je bil z Mary Moffat Livingstone iz ugledne misijonarske družine Moffat. V družbi si je z navdihujočo zgodbo o vzponu iz delavskega razreda ustvaril mitski status, ki je deloval na več med seboj povezanih ravneh: protestantski misijonar, mučenec, delavec, znanstvenik in raziskovalec, reformator Britanskega imperija, borec proti suženjstvu ter zagovornik britanske trgovinske in kolonialne ekspanzije.
Livingstonova slava raziskovalca in njegova obsedenost, da bi našel vir Nila, sta temeljili na prepričanju, da bi lahko, če bi razrešil to starodavno skrivnost, s svojo slavo pridobil vpliv za končanje vzhodnoafriške arabsko-svahilske trgovine s sužnji. »Izviri Nila«, je dejal prijatelju, »so dragoceni le kot sredstvo, ki mi bo omogočilo, da nagovorim ljudi. Upam, da bom s to močjo lahko odpravil ogromno zlo«. Njegovo poznejše raziskovanje osrednjeafriškega razvodja je bilo vrhunec klasičnega obdobja evropskega odkrivanja in kolonialnega prodora v Afriko. Obenem so njegova misijonarska potovanja, »izginotje« in morebitna smrt v Afriki – ter poznejše posmrtno poveličevanje narodnega heroja leta 1874  – privedla do ustanovitve več velikih krščanskih misijonskih pobud v osrednji Afriki, ki so se nadaljevale v obdobju evropskega »boja za Afriko«.
Livingstone je v Afriki preživel več kot 30 let. Prvi je objavljal odkritja v porečju reke Zambezi in je kot prvi Evropejec dosegel Viktorijine slapove. Odkril je več afriških jezer, med drugim Malavijsko jezero. 15. julija 1871 je v dnevnik zapisal, da je bil priča arabskemu pokolu približno 400 Afričanov na tržnici Njangve ob reki Lualaba. Zaradi dogodka je bil tako pretresen, da je iskanje izvira Nila prekinil. V spomin so se vtisnile domnevne besede raziskovalca Henryja Mortona Stanleyja, vodje odprave, ki ga je našla novembra 1871 po njegovem šestletnem izginotju: – Dr. Livingstone, I Presume (Dr. Livingstone, predpostavljam). Livingstone je za svoje delo in odkritja prejel zlato medaljo londonskega Kraljevega geografskega društva ter postal član društva, s katerim je bil močno povezan do konca življenja.

## Zgodnje življenje
Livingstone se je rodil 19. marca 1813 v mlinarskem mestu Blantyre na Škotskem v stanovanjski stavbi za delavce bombažne tovarne na bregovih reke Clyde pod mostom, ki prečka Bothwell. Bil je drugi od sedmih otrok Neila Livingstona in njegove žene Agnes (rojene Hunter).
David je bil pri desetih letih zaposlen v bombažni tovarni Henry Monteith & Co. v Blantyre Works. Z bratom Johnom sta delala 14 ur na dan kot šivalca, ki sta vezala pretrgane bombažne niti na predilnih strojih.
Neil Livingstone je bil učitelj v nedeljski šoli in abstinent, ki je na svojih potovanjih kot prodajalec čaja od vrat do vrat delil krščanske traktate. Veliko je bral knjige o teologiji, potovanjih in misijonarskih podvigih. To se je odražalo na mladem Davidu, ki je postal navdušen bralec, a je rad tudi prečesal podeželje za živalskimi, rastlinskimi in geološkimi primerki v lokalnih apnenčevih kamnolomih. Neil se je bal, da znanstvene knjige spodkopavajo krščanstvo, in je poskušal sina prisiliti, da ne bere ničesar drugega kot teologijo, toda Davidovo globoko zanimanje za naravo in znanost ga je spodbudilo k raziskovanju odnosa med religijo in znanostjo. Leta 1832 je prebral Filozofijo prihodnje države (Philosophy of a Future State) Thomasa Dicka in našel utemeljitev, da mora uskladiti vero in znanost, in poleg Svetega pisma je bila ta knjiga morda njegov največji filozofski vpliv.
Drugi pomembni vplivi v njegovem zgodnjem življenju so bili Thomas Burke, evangelist iz Blantyreja, in David Hogg, njegov učitelj nedeljske šole. Pri petnajstih letih je David zapustil škotsko cerkev in se pridružil lokalni kongregacijski cerkvi, na katero so vplivali pridigarji, kot je Ralph Wardlaw, ki je zanikal predestinarne omejitve odrešenja. Pod vplivom novodobnih naukov v Združenih državah Amerike je Livingstone v celoti sprejel trditev Charlesa Finneyja, profesorja teologije na Oberlin Collegeu v Ohiu, da je »Sveti Duh odprt za vse, ki ga prosijo«. Za Livingstona je to pomenilo osvoboditev od strahu pred večnim prekletstvom. Livingstonovo branje Poziva misijonarja Karla Gützlaffa cerkvam Britanije in Amerike v imenu Kitajske mu je omogočilo, da je prepričal očeta, da lahko študij medicine prispeva k verskim ciljem.
Pomembne so bile tudi Livingstoneove izkušnje v predilnici bombaža H. Monteitha v Blantyreju od 10. do 26. leta starosti. To monotono delo je bilo potrebno za preživetje njegove revne družine, vendar ga je naučilo vztrajnosti, vzdržljivosti in naravne empatije do vseh, ki delajo, kar je izražal v vrsticah iz egalitarne pesmi Roberta Burnsa, ki jih je prepeval: »Ko človek človeku, bo svet nad njim / Ali bodo bratje za to«.

## Izobraževanje
Livingstone je obiskoval vaško šolo v Blantyreju skupaj z nekaj drugimi mlinarskimi otroki, ki so bili kljub 14-urnemu delovniku (od 6.00 do 20.00) dovolj vzdržljivi, da so to počeli. Družina z močno in nenehno predanostjo študiju je okrepila njegovo izobrazbo.
Pri 21 letih ga je navdušila brošura, ki jo je njegov oče dobil od cerkve in v kateri je bil predstavljen Gützlaffov poziv k misijonarjem na Kitajskem, z novo zamislijo, da bi morali biti misijonarji usposobljeni za zdravnike. Očeta je prepričal in tako kot mnoge druge študente na Škotskem se je Livingstone s soglasjem vodstva mlina preživljal z delom na svoji stari službi od velike noči do oktobra, izven šolskega leta. Leta 1836 se je pridružil Andersonovi univerzi v Glasgowu, kjer je študiral medicino in kemijo, poleg tega pa je obiskoval teološka predavanja aktivista proti suženjstvu Richarda Wardlawa na Congregational Church College, kjer je morda študiral tudi grščino. Za vpis na medicinsko fakulteto je potreboval nekaj znanja latinščine, poučeval pa ga je lokalni rimskokatolik Daniel Gallagher (kasneje duhovnik, ustanovitelj bolnišnice St Simon's v Particku). Livingstone je trdo delal, si pridobil dobro podlago v znanosti in medicini ter si pridobil prijatelje za vse življenje, vključno z Andrewom Buchananom in Jamesom Youngom.
Londonsko misijonarsko društvo (LMS) je bilo takrat glavna organizacija v državi za misijonarsko delo in je bilo za razliko od drugih odprto za kongregacionaliste. Oktobra 1837 se je prijavil na LMS, januarja pa so mu poslali vprašanja, na katera je odgovoril. Odgovora ni dobil, dokler ni bil avgusta 1838 povabljen na dva razgovora. Nato so ga sprejeli kot kandidata za poskusno obdobje in mu dali začetno usposabljanje v Ongarju v Essexu kot uvod v študij za duhovnika v Kongregacionalistični uniji, ki služi pod LMS, namesto bolj osnovnega tečaja za obrtnega misijonarja. V Ongarju je on in šest drugih študentov imelo pouk grščine, latinščine, hebrejščine in teologije pri častitem Richardu Cecilu, ki je januarja 1839 ocenil, da ima Livingstone kljub »težkemu vedenju« in »rustikalizmu« »razum in tiho energijo«, dobro voljo in trdno naravo, »zato mi ni všeč misel, da bi ga zavrnili«. Mesec dni pozneje je še vedno menil, da Livingstone »še zdaleč ni pripravljen« nadaljevati teološkega študija na kolidžu Cheshunt in da je »vreden, a daleč od briljantnega«. Junija 1839 so direktorji LMS sprejeli Livingstona in se strinjali z njegovo prošnjo, da nadaljuje študij pri Cecilu v Ongarju do konca leta, nato pa bi imel podporo LMS za študij medicine v Londonu.
Da bi pridobil potrebno klinično usposabljanje, je nadaljeval študij medicine na Medicinski fakulteti bolnišnice Charing Cross, kjer je obiskoval tečaje, ki so zajemali zdravniško prakso, babištvo in botaniko. 16. novembra 1840 je pridobil licenciat Fakultete (danes Kraljevi kolidž) zdravnikov in kirurgov v Glasgowu (leta 1857 je postal častni član fakultete). 20. novembra 1840 je bil Livingstone posvečen v cerkvenega duhovnika, prav tako pa še en misijonar v Južni Afriki, William Ross, na bogoslužju v kapeli Albion v Finsburyju. Posvečenje sta vodila Cecil in J. J. Freeman.

## Vizija za Afriko
Čeprav se je Livingstone odzval na Gützlaffov poziv k misijonarjem na Kitajsko, je bližajoča se prva opijska vojna direktorje LMS naredila previdne pri pošiljanju rekrutov tja. Ko je Cecil prosil za podaljšanje poskusnega usposabljanja v Ongarju, mu je povedal, da želijo, da bi bil zaposlen v Zahodni Indiji »prednostno kot v Južni Afriki«. 2. julija 1839 je direktorjem LMS pisal, da so Zahodni Indiji do takrat dobro oskrbovani z zdravniki in da so ga vedno privlačili drugi deli sveta, ne pa ustaljena pastoracija. S soglasjem LMS je do konca leta nadaljeval s teološkim poukom pri Cecilu, nato pa je nadaljeval s študijem medicine.
Ko je januarja 1840 začel klinično usposabljanje, se je vrnil v misijonarski penzion gospe Sewell v Aldersgateu, kjer je prej bival v Londonu. Druge, ki so tam bivali, je občasno obiskal misijonar Robert Moffat, ki je bil takrat z družino v Angliji, da bi predstavil delo svoje misije LMS v Kurumanu v Južni Afriki. Livingstone ga je večkrat spraševal o Afriki in kot se je Moffat kasneje spominjal: »Postopoma me je vprašal, ali mislim, da bi bil primeren za Afriko. Rekel sem, da verjamem, da bi, če ne bi šel na staro postajo, ampak bi se odpravil na nenaseljeno ozemlje, pri čemer je navedel prostrano ravnino na severu, kjer sem včasih v jutranjem soncu videl dim tisočih vasi, kjer še ni bil noben misijonar«.
Navdušila ga je Moffatova vizija širitve misijonarskega dela na sever Bechuanalanda (danes Bocvana) in vroče razpravljana tema krščanstva in trgovine. Misijonar LMS John Philip je po pogovoru z abolicionistom Fowellom Buxtonom leta 1828 objavil Raziskave v Južni Afriki, v kateri je predlagal, da bo krščanstvo vedno prineslo »civilizacijo«, vključno s prosto trgovino in svobodnim delom. Ta argument se je za Livingstona še okrepil, ko se je 1. junija 1840 udeležil srečanja v Exeter Hallu, kjer je Buxton odločno zagovarjal tezo, da bi se trgovina z afriškimi sužnji končala, če bi poglavarji namesto prodaje sužnjev lahko pridobili želeno evropsko blago z »zakonito trgovino«, njen učinek pa so okrepile krščanske misije, ki so oznanjale evangelij in uvajale šolsko izobraževanje.

### Misijonske postaje
Livingstone je 17. novembra 1840 zapustil London kot potnik na jadrnici, ki je plula proti Rtu dobrega upanja, skupaj z dvema drugima misijonarjema LMS: Rossom, ki je bil posvečen na isti maši kot on, in Rossovo ženo. Med dolgim potovanjem se je učil nizozemščine in cvanščine, kapitan pa mu je nudil obsežne inštrukcije iz navigacije. V Riu de Janeiru se je za razliko od drugih dveh podal na obalo in bil navdušen nad stolnico in pokrajino, ne pa nad pijanostjo britanskih in ameriških mornarjev, zato jim je v baru ob pristanišču dal traktate. 15. marca 1841 je ladja prispela v Simon's Bay in en mesec, medtem ko se je razkladala in nakladala, so vsi trije bivali v Cape Townu pri gospodu in gospe Philip. Kot stalni direktor LMS je Philip nadaljeval njihovo politiko, da so vsi ljudje enaki pred Bogom in pred zakonom, kar je vodilo do sporov z Buri in britanskimi naseljenci, saj je Philip menil, da ljudstvo Xhosa ni krivo za vojne Xhosa zaradi širitve kolonije na Kapskem morju. Misijonarske frakcije se niso strinjale glede tega in glede njegovega poudarka na misijonarskem delu med ljudstvom Griqua v koloniji, medtem ko so drugi, kot je Moffatt, želeli več osredotočenosti na nova območja. Prišlo je tudi do napetosti med obrtniškimi misijonarji, ki so bili najeti za laično strokovno znanje, in posvečenimi misijonarji.
Ladja je Livingstona in Rosse odpeljala v zaliv Algoa, kjer so bili od 19. maja do 31. julija na dolgem potovanju z volovsko vprego do misije Kuruman. Moffatovi se še niso vrnili iz Britanije, on pa se je poglobil v življenje Cvanov. Od septembra do konca decembra je prehodil 1210 km z obrtniškim misijonarjem Rogerjem Edwardsom, ki je bil v Kurumanu od leta 1830 in mu je Moffat naročil, naj razišče možnost za novo postajo. Obiskala in se pogovarjala o območju Mabotsa v Bocvani, blizu Zeerusta v severozahodni provinci v Južni Afriki.
Leta 1842 se je Livingstone z afriškimi spremljevalci odpravil na dve potovanji; vodji sta bila člana misije Paul in Mebalwe, diakon. Junija 1843 je Edwards dobil odobritev LMS, da z ženo ustanovi misijonsko postajo v Mabotsi. Livingstone se je tja preselil po dogovoru in se jima je pridružil pri fizičnem delu gradnje objektov. Pisal je tajniku LMS Arthurju Tidmanu, da bi z veseljem imenoval Mabotso »središče sfere mojega dela«, vendar se bo poskušal »pripraviti, da gre kamor koli, če le gre naprej«.
Moffatova sta v spremstvu dveh novih misijonarskih družin januarja 1844 dosegla reko Vaal. Livingstone se je odpeljal tja, da bi ju srečal, nato pa je sedemnajst ali osemnajst dni, kolikor jih je trajalo, da bi se vrnil domov v Kuruman, sedel v Moffatovem volovskem vozu in se ure pogovarjal z Robertom. Prvič je srečal njuno hčer Mary, ki se je rodila in odraščala v Afriki.
Levi pogosto napadajo črede vaščanov Mabotsa in 16. februarja sta se jima Mebalwe in Livingstone pridružila pri obrambi ovc. Livingstone je imel jasen strel na velikega leva, a medtem ko je polnil puško, ga je napadel, mu zdrobil levo roko in ga prisilil na tla. Življenje mu je rešil Mebalwe, ki je preusmeril njegovo pozornost tako, da je poskušal ustreliti leva. Tudi njega je ugriznil. Moškega, ki ga je poskušal prebosti, so napadli tik preden je padel mrtev.
Livingstoneova zlomljena kost, čeprav sta jo on in Edwards nestrokovno namestila, se je močno stisnila. Odšel je na okrevanje v Kuruman, kjer ga je negovala Moffatova hči Mary, in sta se zaročila. Roka se mu je zacelila in mu omogočila streljanje in dvigovanje težkih uteži, čeprav mu je to do konca življenja povzročalo veliko trpljenja, roke pa ni mogel dvigniti višje od rame.
Livingstone in Mary sta se poročila 9. januarja 1845.
Livingstone je bil leta 1845 prisiljen zapustiti svojo prvo misijo v Mabotsi v Bocvani, potem ko so se med njim in njegovim kolegom misijonarjem Rogersom Edwardsom pojavile nepremostljive razlike in ker so se Bakgatla izkazali za ravnodušne do evangelija. V misijonu Kolobeng je Livingstone leta 1849 po dveh letih potrpežljivega prepričevanja spreobrnil poglavarja Secheleja.

## Raziskovanje južne in osrednje Afrike
Da bi izboljšal svoje znanje jezika cvanščine in našel lokacije za postavitev misijonskih postaj, se je Livingstone z Williamom Cottonom Oswellom odpravil daleč severno od Kolobenga. Leta 1849 sta prečkala puščavo Kalahari in dosegla jezero Ngami. Leta 1850 ga je Kraljevo geografsko društvo pohvalilo in mu podarilo kronometer za »njegovo potovanje do velikega jezera Ngami«. Slišal je za reko, ki bi lahko postala »cesta« do obale, in avgusta 1851 sta dosegla Zambezi, za katero je upal, da bo »ključ do notranjosti«. 
Leta 1852 je Livingstone, potem ko je svojo družino poslal v Britanijo, odpotoval proti severu v vas Linyanti ob reki Zambezi, ki leži približno na pol poti med vzhodno in zahodno obalo celine, kjer je Sekeletu, poglavar plemena Kololo, Livingstoneu podelil pooblastilo kot nduni, da vodi skupno preiskavo trgovskih poti do obale, pri čemer je 27 bojevnikov plemena Kololo delovalo kot tolmači in vodniki. Maja 1854 so po hudih težavah in skorajšnji smrti Livingstona zaradi vročine dosegli portugalsko mesto Luanda ob Atlantiku. Livingstone je spoznal, da bo pot za bodoče trgovce pretežka, zato se je vrnil v Linyanti. Nato se je s 114 možmi plemena Kololo, ki jih je posodil isti poglavar, odpravil proti vzhodu po Zambeziju. Na tej etapi je postal prvi Evropejec, ki je videl slap Mosi-oa-Tunya ('dim, ki grmi'), ki ga je poimenoval Viktorijini slapovi po kraljici Viktoriji. Sčasoma je uspešno dosegel Quelimane ob Indijskem oceanu, potem ko je kartiral večino toka reke Zambezi.{sfn | Jeal | 2013 | pp=126, 147–148}}<
Zaradi tega je Livingstone postal znan kot prvi Evropejec, ki je prečkal južno-osrednjo Afriko na tej zemljepisni širini in je bil hvaljen kot 'odprtje' Afrike, vendar je že obstajala dolgo vzpostavljena transregionalna mreža trgovskih poti. Portugalski trgovci so prodrli na sredino celine z obeh strani, v letih 1853–1854 sta dva arabska trgovca prečkala celino od Zanzibarja do Benguele, okoli leta 1800 pa sta dva domača trgovca prečkala iz Angole v Mozambik.
Livingstone je oznanjeval evangelij nespreobrnjenim Afričanom. Tako kot drugi misijonarji tistega časa je imel malo uspeha in mu pripisujejo eno samo spreobrnitev.
Livingstone se je zavzemal za vzpostavitev trgovinskih in verskih misij v osrednji Afriki, vendar je njegov glavni cilj postala odprava trgovine z afriškimi sužnji, kot so jo izvajali Portugalci iz Teteja in arabski svahili iz Kilwe. Njegov moto – ki je zdaj vklesan na njegovem kipu pri Viktorijinih slapovih – je bil »Krščanstvo, trgovina in civilizacija«, kombinacija, za katero je upal, da bo predstavljala alternativo trgovini s sužnji in Afričanom v očeh Evropejcev dala dostojanstvo. Verjel je, da je ključ do doseganja teh ciljev plovba po Zambeziju kot krščanski trgovski cesti v notranjost.

### Pisec in aktivist
Decembra 1856 se je vrnil v Britanijo. Kraljevo geografsko društvo mu je leta 1855 podelilo medaljo pokrovitelja za njegova raziskovanja v Afriki. Na spodbudo Londonskega misijonarskega društva je pisal svoj dnevnik, vendar je nekonvencionalno leta 1857 John Murray objavil svoja Misijonska potovanja, in postal uspešnica. Knjiga je vsebovala njegove terenske znanstvene in sočutne opise afriških ljudstev. Predlagal je, da bi misije in »legitimna trgovina« po rekah v osrednjo Afriko končale trgovino s sužnji.
Livingstona je spodbudil odziv v Veliki Britaniji na njegova odkritja in podpora prihodnjim odpravam. Predlagal je, da bo izvedel več raziskovanj, predvsem da bi našel poti za komercialno trgovino, za katere je verjel, da bodo izpodrinile poti trgovine s sužnji, bolj kot zgolj za misijonarsko delo. Londonsko misijonarsko društvo (LMS), ko je izvedelo za njegove načrte, je Livingstoneu poslalo pismo, ki ga je prejel v Quelimaneju, v katerem so mu čestitali za potovanje, a so zapisali, da so direktorji »omejeni v svoji moči podpiranja načrtov, ki so le oddaljeno povezani s širjenjem evangelija«. Ta ostra zavrnitev novih misijonskih postaj severno od Zambezija in njegov širši cilj odprtja notranjosti za trgovino prek Zambezija nista bila dovolj, da bi takoj odstopil iz LMS. Ko ga je Roderick Murchison, predsednik Kraljevega geografskega društva, povezal z zunanjim ministrom, Livingstone direktorjem LMS ni rekel ničesar, niti ko se je zdelo, da bo njegovo vodenje vladne odprave na Zambezi vse bolj verjetno financirano iz državne blagajne. »Z vlado se še nisem povsem strinjal«, je rekel prijatelju, »z Društvom (LMS) pa sem skoraj povsem«. Livingstone je leta 1857 odstopil iz Londonske misijonarske družbe, maja istega leta pa je bil imenovan za konzula njenega veličanstva s potujočo komisijo, ki se je raztezala prek Mozambika do območij zahodno od njega. Februarja 1858 je bilo njegovo območje pristojnosti določeno kot »vzhodna obala Afrike in neodvisna okrožja v notranjosti«.
Medtem ko se je z vlado pogajal o svojem novem položaju konzula, je LMS menila, da se bo vrnil v Afriko s svojo misijo v Kololo v Barotselandu, ki jo je Livingstone spodbujal. V tej misiji so sčasoma zaradi malarije umrli misijonar, njegova žena, žena drugega misijonarja in trije otroci. Livingstone je na svojem prejšnjem potovanju utrpel več kot trideset napadov, vendar je podcenjeval svoje trpljenje in precenil kakovost zemlje, ki jo bodo našli, zato so se misijonarji odpravili v močvirno območje s popolnoma nezadostnimi zalogami kinina. Biograf Tim Jeal je to epizodo označil za velik Livingstoneov neuspeh in za pokazatelj vzorca, da je svoje cilje in kariero postavljal pred življenja ljudi okoli sebe.
Livingstone je postal slaven, zelo iskan javni govornik in izvoljen v Kraljevo družbo. Za svoje načrte je pridobil javno podporo in z javno naročnino zbral sredstva za svojo naslednjo odpravo, od vlade pa je prejel 5000 funtov za raziskovanje potenciala britanske trgovine prek Zambezija.

### Odprava na Zambezi
Decembra 1857 je zunanje ministrstvo predlagalo veliko odpravo. Livingstone je načrtoval še eno samostojno potovanje z afriškimi pomočniki in januarja 1858 se je strinjal, da bo vodil drugo odpravo na Zambezi s šestimi specializiranimi častniki, ki so jih na hitro rekrutirali v Združenem kraljestvu.
Prefabricirani železni rečni parnik Ma Robert je bil hitro sestavljen iz prenosnih delov in naložen na parnik Pearl, ki ga je upravljal Kolonialni urad, in jih odpeljal na pot na Cejlon. Odpluli so 10. marca, v Freetownu zbrali dvanajst mornarjev iz Kruja, ki so posadili rečni parnik, in 14. maja prispeli v Zambezi. Načrt je bil, da bi jih obe ladji popeljali po reki navzgor, da bi vzpostavili baze, vendar se je izkazalo, da je popolnoma neprehodna za čolne mimo brzic Cahora Bassa, vrste katarakt in brzice, ki jih Livingstone na svojih prejšnjih potovanjih ni raziskal. Pearl je raztovoril njihove zaloge na otoku približno 64 km gorvodno. Od tam je moral Ma Robert večkrat opraviti počasna potovanja, saj so ga vlekli čez plitvine. Rečni bregovi so bili vojno območje, kjer so se portugalski vojaki in njihovi sužnji borili proti lovcem na sužnje plemena Čikunda iz Matakenya (Mariano), vendar sta obe strani sprejeli odpravo kot prijatelja.
Strokovnjaki, ki so obtičali v Čupangi, niso mogli doseči želenega napredka in prišlo je do nesoglasij. Umetnik Thomas Baines je bil odpuščen iz odprave. Drugi člani odprave so prvi dosegli jezero Njasa in ga raziskali v štirivesličnem čolnu. Leta 1861 je kolonialni urad zagotovil novo leseno raziskovalno plovilo Pioneer, ki je popeljalo Univerzitetno misijo v Srednjo Afriko (UMCA) pod vodstvom škofa Charlesa MacKenzieja po reki Shire, da bi ustanovilo nov misijon.
Livingstone je zbral sredstva za nadomestni rečni parnik Lady Njasa, posebej zasnovan za plovbo po jezeru Njasa. V nasprotju z njegovo zahtevo so ga odpeljali po delih z misijonsko skupino, v kateri je bila tudi Mary Livingstone, in prispel je leta 1862. Pioneer je imel zamudo pri prihodu na obalo, da bi jih srečal, in nadaljnje zamude so bile šele po tem, ko so ugotovili, da je škof umrl. Mary Livingstone je umrla 27. aprila 1862 zaradi malarije.
Livingstone je peljal Pioneerja vzdolž obale in raziskal reko Ruvuma, zdravnik John Kirk pa je zapisal: »Ne morem priti do drugega zaključka, kot da je dr. Livingstone zmeden in zelo nevaren vodja«.
Ko se je Pioneer decembra 1862 vrnil v Čupango, so plačali (v tkanini) svojim 'možem Mazaro', ki so odšli, in najeli zamenjave. 10. januarja 1863 so se odpravili, vlekli Lady Njasa in se odpravili po reki Shire mimo prizorov opustošenja, saj so Marianovi lovci na sužnje v Šikundah povzročali lakoto, pogosto pa so morali čistiti kolesa trupel, ki so plavala navzdol. Aprila so dosegli katarakte Čibisa in Murčison, nato pa so začeli razstavljati ladjo Lady Njasa in graditi cesto, ki bi njene dele vodila mimo kataraktov, medtem ko so se raziskovanja nadaljevala.
Ladje je leta 1864 spustil po reki navzdol, potem ko je vlada odredila odpoklic odprave. Odprava Zambezi je bila v mnogih takratnih časopisih označena za neuspeh, Livingstone pa je imel velike težave pri zbiranju sredstev za nadaljnje raziskovanje Afrike. John Kirk, Charles Meller in Richard Thornton, znanstveniki, imenovani za delo pod Livingstonom, so znanstvenim ustanovam v Združenem kraljestvu prispevali velike zbirke botaničnega, ekološkega, geološkega in etnografskega gradiva.

### Nil
Januarja 1866 se je Livingstone vrnil v Afriko, tokrat na Zanzibar, in od tam se je odpravil iskat izvir Nila. Richard Francis Burton, John Hanning Speke in Samuel Baker so kot izvir označili Albertovo ali Viktorijino jezero (kar je bilo delno pravilno, saj Nil »bruhti iz tal visoko v gorah Burundija na pol poti med Tanganjiškim in Viktorijinim jezerom«), vendar je o tej zadevi še vedno potekala resna razprava. Livingstone je verjel, da je izvir dlje na jugu, in je zbral ekipo, ki so jo sestavljali osvobojeni sužnji, prebivalci Komorov, dvanajst Sepojev in dva služabnika iz njegove prejšnje odprave, Chuma in Susi.
Livingstone se je odpravil iz ustja reke Ruvuma, vendar so ga njegovi pomočniki postopoma začeli zapuščati. Prebivalci Komorov so se vrnili na Zanzibar in (lažno) obvestili oblasti, da je Livingstone umrl. Do [[Malavijsko jezero|Malavijskega jezera]g je prispel 6. avgusta, do takrat pa so mu ukradli večino zalog, vključno z vsemi zdravili. Livingstone je nato potoval skozi močvirja v smeri Tanganjiškega jezera, saj se mu je zdravje slabšalo. Na Zanzibar je poslal sporočilo, v katerem je zahteval, da se zaloge pošljejo v Ujiji, nato pa se je odpravil proti zahodu, saj je bil zaradi slabega zdravja prisiljen potovati s trgovci s sužnji. Do jezera Mweru je prispel 8. novembra 1867 in nadaljeval pot proti jugu, da bi postal prvi Evropejec, ki je videl jezero Bangweulu. Ko je našel reko Lualaba, je Livingstone postavil teorijo, da bi to lahko bil visoki del Nila; vendar je ugotovil, da se v resnici izliva v reko Kongo pri Zgornjem jezeru Kongo.
Leto 1869 se je začelo z Livingstoneovo hudo boleznijo v džungli. Rešili so ga arabski trgovci, ki so mu dali zdravila in ga odpeljali v arabsko postojanko.
15. julija 1871 je Livingstone v svoj terenski dnevnik zapisal svoje neposredne vtise, ko je bil priča poboju približno 400 Afričanov s strani arabskih trgovcev s sužnji na tržnici Nyangwe na bregovih reke Lualaba, medtem ko je opazoval dogajanje poleg vodilnega arabskega trgovca Dugumbeja, ki mu je nudil pomoč.
Vzrok za ta napad naj bi bilo povračilo za dejanja Manille, glavnega sužnja, ki je na pobudo poglavarja Wagenya Kimburuja plenil vasi ljudstva Mohombo. Arabci so napadli kupce in Kimburujeve ljudi.
Raziskovalci z Univerze Indiana v Pensilvaniji, ki so pregledali Livingstonov dnevnik, kažejo, da je pri vključevanju fragmentarnih zapiskov o pokolu v pripoved svojega dnevnika izpustil svoje pomisleke glede nekaterih svojih privržencev, sužnjev v lasti banyanskih trgovcev, ki jih je najel John Kirk, vršilec dolžnosti konzula na Zanzibarju, in jih poslal, da bi Livingstona pripeljali na varno. Ti sužnji so bili osvobojeni in dodani njegovi skupini, vendar so v nasprotju z njegovimi navodili nasilno ravnali z lokalnim prebivalstvom, zato se je bal, da so morda vpleteni v začetek pokola. V svojem dnevniku je zapisal, da so »Dugumbéjevi možje umorili Kimburuja in še enega zaradi sužnjev« in namigoval, da je suženj Manilla igral vodilno vlogo, toda ko se ozre nazaj na dogodke, pravi, da so Dugumbéjevi ljudje nosili odgovornost in so pokol začeli, da bi Manillo naredili za zgled. V dnevniku je opisal, kako je poslal svoje može pod zaščito zastave, da bi pomagali Manillovemu bratu. V svoji dnevniški različici naj bi pomagali vaščanom. Različica, ki jo je uredil Waller v Zadnjih dnevnikih, objavljeni leta 1874, je izpustila kontekst Livingstonovih prejšnjih komentarjev o Kirku in slabem vedenju najetih banjancev ter izpustila prejšnji nasilni odpor vaščanov proti arabskim trgovcem s sužnji, zato je vaščane prikazala kot pasivne žrtve. Oddelek o samem pokolu je imel le manjše slovnične popravke. Nadaljnje raziskave dnevniških zapiskov se nadaljujejo.
Pokol je Livingstona pretresel in ga pustil preveč pretresenega, da bi nadaljeval svojo misijo iskanja izvira Nila. Po koncu deževne sezone je od Nyangweja prepotoval 390 km nazaj v Ujiji, arabsko naselje na vzhodni obali Tanganjiškega jezera – večino poti je bil hudo bolan – in prispel 23. oktobra 1871.

### Geografska odkritja
Livingstone se je motil glede Nila, vendar je za zahodno znanost opredelil številne geografske značilnosti, kot so jezero Ngami, Malavijsko jezero in jezero Bangweulu, poleg zgoraj omenjenih Viktorijinih slapov. Izpolnil je podrobnosti o Tanganjiškem in jezeru Mweru in toku številnih rek, zlasti zgornjem Zambeziju, njegova opazovanja pa so omogočila kartiranje velikih območij, ki so bila prej prazna. Kljub temu je bil najdaljši sever, ki ga je dosegel, severni konec Tanganjiškega jezera – še vedno južno od ekvatorja – in ni prodrl v deževni gozd reke Kongo dlje po toku navzdol kot Ntangwe blizu Misisija.
Livingstone je prejel zlato medaljo Kraljevega geografskega društva v Londonu in postal član društva, s katerim je bil do konca življenja močno povezan.

## Smrt
Livingstone je umrl 1. maja 1873 v starosti 60 let v vasi poglavarja Chitamba v Chipunduju, jugovzhodno od jezera Bangweulu, v današnji Zambiji, zaradi malarije in notranje krvavitve zaradi griže. Njegova odprava, ki sta jo vodila njegova zvesta spremljevalca Chuma in Susi, je organizirala pogrebne slovesnosti. Odstranili so mu srce in ga pokopali pod drevesom blizu mesta, kjer je umrl, ki je bilo različno identificirano kot drevo mvula ali baobab, vendar je bolj verjetno, da gre za drevo mpundu, saj baobabe najdemo na nižjih nadmorskih višinah in v bolj sušnih regijah. To mesto, danes znano kot Livingstoneov spomenik, navaja datum njegove smrti kot 4. maj, datum, ki sta ga sporočila (in vklesala v deblo drevesa) Chuma in Susi; vendar večina virov meni, da je 1. maj – datum Livingstoneovega zadnjega dnevnika – pravilen.
Ekspedicija, ki sta jo vodila Chuma in Susi, je nato preostanek njegovih posmrtnih ostankov, skupaj z njegovim zadnjim dnevnikom in prtljago, odpeljala na 63-dnevno potovanje do obalnega mesta Bagamoyo, kar je več kot 1600 km. Karavana je srečala ekspedicijo angleškega raziskovalca Verneyja Lovetta Camerona, ki je nadaljeval svoj pohod in februarja 1874 dosegel Ujiji, kjer je našel in poslal v Anglijo Livingstonove dokumente. Pot je zaključilo devetinsedemdeset spremljevalcev, moški so prejeli zasluženo plačo, Livingstonove posmrtne ostanke pa so z ladjo vrnili v Veliko Britanijo na pokop. V Londonu je njegovo telo počivalo na Savile Row št. 1, takratnem sedežu Kraljevega geografskega društva, preden je bilo pokopano v Westminstrski opatiji.